# Atomaria gutta
Atomaria gutta is een keversoort uit de familie harige schimmelkevers (Cryptophagidae). De wetenschappelijke naam van de soort werd in 1834 gepubliceerd door Edward Newman.